# 奋进公司
奋进集团控股公司（英語：Endeavor Group Holdings, Inc.；简称：奋进公司（Endeavor）），曾用名“威廉·莫里斯奋进娱乐公司”（William Morris Endeavor Entertainment；简称： / ），是美国一家为人才或媒体提供中介代理服务的私人控股公司，其主要办事处位于美国加利福尼亚州的比弗利山。奋进公司成立于2009年1月29日，于同年4月完成对威廉·莫里斯事务所与奋进人才事务所的并购重组。奋进公司不仅代理电影、电视、音乐、舞台剧、数字媒体与出版领域的人才，同时还代理着美国橄榄球大联盟和美国冰球大联盟的相关运动员人才。同时，奋进公司下属的子公司还拥有终极格斗冠军赛和环球小姐等项目。

## 历史
WME-IMG于2017年10月重组，母公司从WME-IMG更名为Endeavor。 Ari Emanuel成为Endeavour首席执行官，Patrick Whitesell成为Endeavor执行主席。 体育机构保留了IMG名称，一般人才机构保留了WME名称。
2021年4月20日，奋进集团向美国证券交易委员会提交了S-1表格，标明IPO日期为 2021年4月28日，代码为“EDR”。作为文件的一部分，Elon Musk和Fawn Weaver被提名加入董事会。Endeavor随后使用IPO的部分收益以17亿美元的价格收购了Zuffa的其他股东，使Zuffa成为Endeavor的全资子公司。
2021年9月27日，Endeavor宣布将以12 亿美元收购 OpenBet。
2023年4月3日，奋进集团宣布收购WWE，WWE将和UFC合并为新公司。

## 公司资产
- 奋进巍美（2016年6月成立）——中国区分公司。与红杉资本中国基金、腾讯公司和方源资本共同成立。
- 奋进内容（2017年10月成立）——电影融资及脚本电视销售

## 延伸阅读
- Frank Rose. . Frank Rose. 1996. ISBN 9780887308079.
- David Rensin. . Random House Publishing Group. 2007-12-18. ISBN 9780307417220.
- Sam Haskell; David Rensin. . Random House Publishing Group. 2009-04-28. ISBN 9780345516572.